# Camel case
Camel case (koji se stilizira camelCase; a poznat je još pod nazivima eng. camel caps ili formalniji naziv eng. medial capitals) je pojam prakse pisanja izraza tako da svaka riječ ili kratica u sredini fraze počinje velikim slovom, bez razmaka ili interpunkcija. Poznati primjeri su iPhone i eBay. Ponekad se koristi u korisničkim imenima, kao na primjer johnSmith, i za stvaranje domene s više riječi jer su nazivi tako jednostavniji za pročitati.
Camel case se često koristi i za nazive varijablâ u računalnom programiranju. Neki stilovi programiranja preferiraju camel case s velikim prvim slovom, a neki ne.